# Sophie in ’t Veld

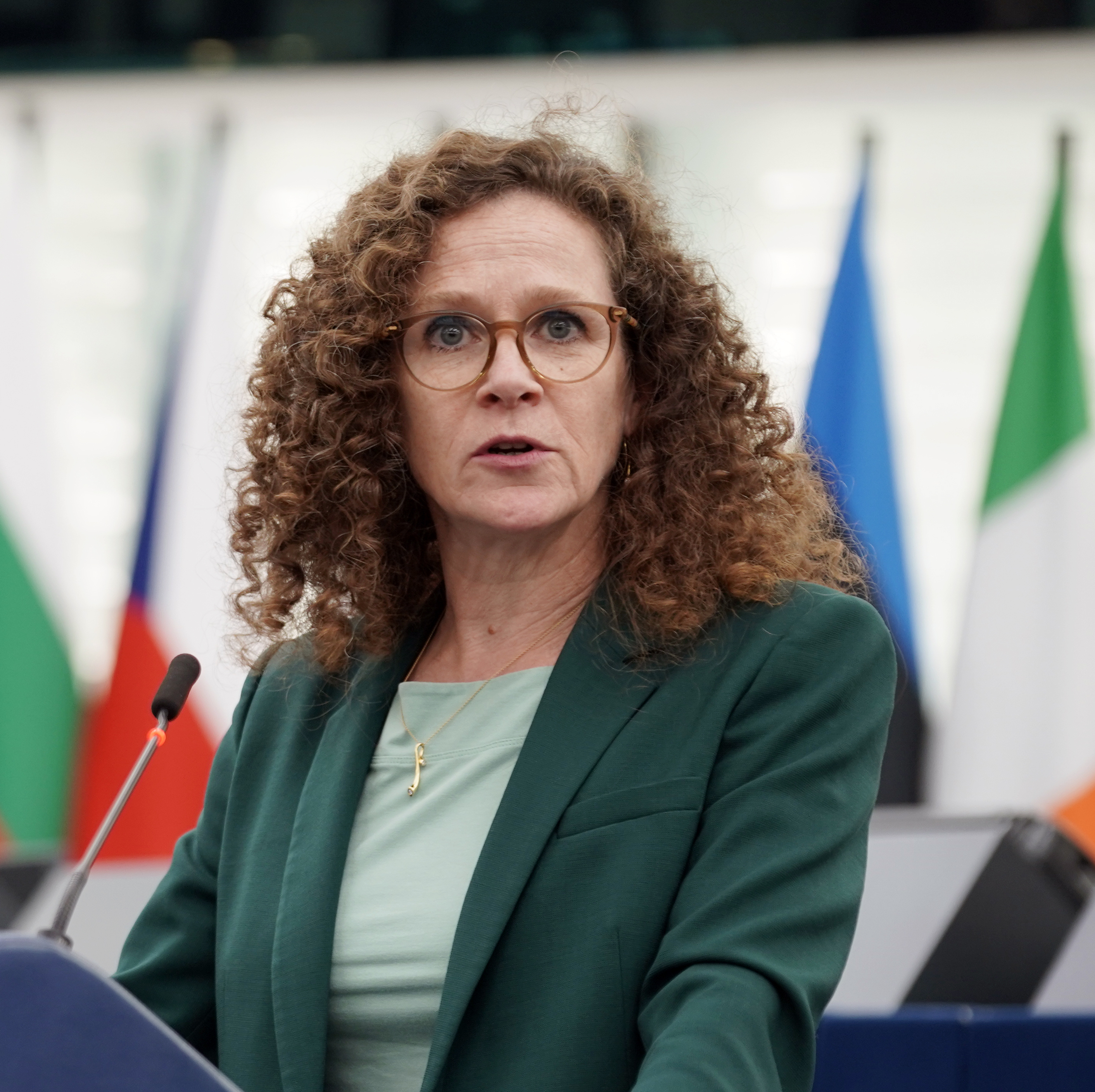
Sophie in ’t Veld (2022)

Sophie Helena in ’t Veld (* 13. September 1963 in Vollenhove, Provinz Overijssel) ist eine niederländische Politikerin (Volt, zuvor D66) und war von 2004 bis 2024 Mitglied des Europäischen Parlaments. Sie ist Vorstandsvorsitzende der European Parliament Platform for Secularism in Politics (EPPSP). Bei der Europawahl 2024 war sie Spitzenkandidatin von Volt Belgien und gemeinsam mit Damian Boeselager europäische Spitzenkandidatin von Volt Europa.

## Werdegang
In ’t Veld studierte von 1982 bis 1991 Geschichte an der Universität Leiden. Von 1990 bis 1993 arbeitete sie als freie Übersetzerin. Neben ihrer Muttersprache spricht in ’t Veld Englisch, Deutsch, Französisch, Italienisch und Griechisch. 1994 wurde sie persönliche Mitarbeiterin der Europaabgeordneten Johanna Boogerd-Quaak (D66). 1996 bis 2004 war sie Generalsekretärin der ELDR-Fraktion im Ausschuss der Regionen.
In ’t Veld leitete von 2000 bis 2003 die belgische Sektion von D66. Für Beobachter überraschend wurde sie von ihrer Partei zur Spitzenkandidatin für die Wahlen zum Europäischen Parlament im Jahr 2004 nominiert. Da D66 bei dieser Wahl nur einen Sitz errang, war sie fünf Jahre lang die einzige Europa-Parlamentarierin ihrer Partei. Für die Europawahl 2009 wurde sie von ihrer Partei wieder als Spitzenkandidatin nominiert und erneut in das Europaparlament gewählt.
Im Jahr 2011 wurde in ’t Veld in Oslo mit dem International Humanist Award der Internationalen Humanistischen und Ethischen Union ausgezeichnet. Die Ehrung wurde mit dem Einsatz für das Recht auf Privatsphäre sowie die Rechte von Frauen und homosexuellen Menschen sowie der Entstehung der europäischen Plattform für säkulare Politik European Parliament Platform for Secularism in Politics begründet.
Auch bei der Europawahl 2014 und 2019 war Sophie in ’t Veld wieder als Spitzenkandidatin von D66 und wurde für eine 3. und 4. Legislaturperiode in das Europäische Parlament gewählt.
Im Juni 2023 wechselte sie zu Volt Niederlande. Im Oktober 2023 wurde In ’t Veld als Listenführer von Volt Belgien für das niederländischsprachige Wahlgremium gewählt. Am 7. April 2024 wurde sie gemeinsam mit Damian Boeselager als europäische Spitzenkandidatin für Volt gewählt. Die Partei erzielte im niederländischen Wahlgremium 0,9 %, womit sie den Wiedereinzug ins Parlament verfehlte.

## Politische Positionen

### Sozialpolitik
In ’t Veld ist eine entschiedene Gegnerin der Todesstrafe. 2009 unterstützte In ’t Veld gemeinsam mit ihrer Kollegin Sarah Ludford öffentlich eine Online-Petition, in der die Legalisierung von Abtreibungen in allen EU-Mitgliedstaaten gefordert wurde. In ’t Veld setzte sich 2009 außerdem für eine Verurteilung wegen Hassrede von Papst Benedikt XVI. nach seinen kritischen Äußerungen zur Gendertheorie ein.
Nach den Wahlen 2014 schloss sich In ’t Veld den Europaabgeordneten Othmar Karas, Sven Giegold, Sylvie Goulard und Alessia Mosca in einem offenen Brief an, der darauf abzielte, Druck auf den Präsidenten der Europäischen Kommission und die nationalen Regierungschefs während des Nominierungsprozesses auszuüben, um die Geschlechterparität bei der Zusammensetzung der Europäischen Kommission zu verbessern.

### Datenschutz
2008 reichte In ’t Veld eine Klage gegen das US-Ministerium für innere Sicherheit ein und verlangte Einsicht in die Informationen, die das Ministerium anhand ihrer Fluggastdaten über sie gesammelt hatte; dieser Schritt führte dazu, dass sie auf eine schwarze Liste gesetzt wurde. Ein Richter in Washington, D.C., entschied 2009, dass die US-Bundesregierung In ’t Veld nicht erklären muss, warum sie sich bei jedem Besuch in den Vereinigten Staaten zusätzlichen Sicherheitskontrollen unterziehen muss.
Im Juli 2009 zog In ’t Veld erneut vor Gericht, nachdem sie sich erfolglos um Zugang zu Dokumenten über die Rechtsgrundlage des Abkommens zwischen der EU und den Vereinigten Staaten über die Weitergabe von Informationen des internationalen Überweisungssystems SWIFT über EU-Bürger von der EU an die Vereinigten Staaten bemüht hatte. Das Gericht der EU entschied im Dezember 2009, dass In ’t Veld Zugang zu Teilen der Dokumente erhalten sollte, doch der Ministerrat zensierte die Akten stark. Im Jahr 2014 entschied der Europäische Gerichtshof, dass In ’t Veld Zugang zu den vom Juristischen Dienst des Rates erstellten Dokumenten erhalten sollte. Freshfields Bruckhaus Deringer vertrat In ’t Veld in ihrem Fall.
Einen Schwerpunkt ihrer Arbeit bildet seit vielen Jahren der Missbrauch von Spyware und sie warnt davor, dass solche durch Regierungen genutzt wird, um sie gegen die Opposition und politische Gegner einzusetzen. Als Berichterstatterin des PEGA-Ausschusses, des seit April 2022 tätigen Untersuchungsausschusses des Europäischen Parlaments zur Untersuchung des Einsatzes von Pegasus und gleichwertiger Überwachungsspähsoftware, deckte sie den Missbrauch solcher Software unter anderem durch die griechische Regierung und den Export von Spionage-Software in Drittstaaten auf.

### Demokratie
Sie lobte die Maßnahmen zur Verteidigung der Demokratie, die die Europäische Union in Bezug auf die Übernahme von Twitter durch Elon Musk ergriffen hat. Sie ist Berichterstatterin für den EU-Untersuchungsausschuss zur Untersuchung des Einsatzes von Pegasus und gleichwertiger Spähsoftware, die sie als Bedrohung für die Demokratie betrachtet.
In ’t Veld ist Befürworterin eines Wahlrechts ab 16.

### Einwanderung
Im September 2019 schuf die designierte EU-Kommissionspräsidentin Ursula von der Leyen die neue Position eines „Vizepräsidenten für den Schutz unserer europäischen Lebensweise“, der für die Wahrung der Rechtsstaatlichkeit, die innere Sicherheit und die Migration zuständig sein wird. In ’t Veld sagte in einer Erklärung: „Die Unterstellung, dass die Europäer vor fremden Kulturen geschützt werden müssen, ist grotesk, und dieses Narrativ sollte zurückgewiesen werden.“

### Europapolitik
Die Europäische Union muss sich in ’t Veld zufolge zu einer geopolitischen Union weiterentwickeln und ihre Integration vorantreiben, um nicht irrelevant zu werden und um ihren Wohlstand, Sicherheit, Freiheit und Lebensweise in Europa zu bewahren.
In ’t Veld befürwortet das Spitzenkandidatenkonzept für Europawahlen.

## Auszeichnungen
- 9. Mai 2008: EuroNederlander des Jahres durch die Europäische Bewegung Niederlande[24]
- 2009: MEP Award in der Kategorie Justiz und bürgerliche Freiheiten des The Parliament Magazine[25]
- 27. Januar 2011: EPIC International Privacy Champion Award durch Electronic Privacy Information Center[26]
- 19. März 2011: Irwin Prize (Secularist of the Year Award) durch die National Secular Society[27]
- 12. August 2011: International Humanist Award durch die Internationale Humanistische und Ethische Union[28]
- 2018: KPS-Award durch Kring van Pensioenspecialisten[29]
- 2023: Nominiert für den MEP Award in der Kategorie Defence and Security des The Parliament Magazine[30]

## Privatleben
In ’t Veld lebt seit 1994 in Brüssel und ist mit einem Belgier verheiratet.